# Обратный прокси
Обратный прокси-сервер (англ. reverse proxy) — тип прокси-сервера, который ретранслирует запросы клиентов из внешней сети на один или несколько серверов, логически расположенных во внутренней сети. При этом для клиента это выглядит так, будто запрашиваемые ресурсы находятся непосредственно на прокси-сервере. В отличие от классического прокси, который перенаправляет запросы клиентов к любым серверам в Интернете и возвращает им результат, обратный прокси непосредственно взаимодействует лишь с ассоциированными с ним серверами и возвращает ответ только от них.

## Использование
- Обратный прокси-сервер может скрывать существование опрашиваемых им серверов и их характеристики.
- Применение программного файрвола в обратном прокси-сервере может защитить от наиболее распространенных веб-атак, таких как DoS или DDoS.
- Основной веб-сайт может не поддерживать подключение по SSL, однако это можно реализовать с помощью обратного прокси-сервера, который может быть оборудован аппаратным SSL-ускорителем.
- Выполнение функций балансировщика нагрузки между несколькими серверами.
- Уменьшение нагрузки на основные сервера благодаря кэшированию статического и динамического контента. Эта возможность известна как акселерация веб-сайтов. Сервер может отсортировать свой кэш по частоте запросов к контенту, что значительно уменьшит нагрузку на основные серверы.
- Сжатие содержимого для уменьшения времени его загрузки.
- В методе, называемом «spoon feeding»[2], страницы, генерируемые динамически, могут быть отданы обратному прокси-серверу для освобождения ресурсов сервера-генератора от затрат на их отдачу медлительным клиентам.
- Может выполнять тестирование, например, A/B-тестирование, изменяя код страниц. Полученные данные можно использовать для последующей оптимизации.